# SN 2010fb
SN 2010fb – supernowa typu Ia odkryta 31 maja 2010 roku w galaktyce A160818+5454. W momencie odkrycia miała maksymalną jasność 22,20m.